# Grand Chess Tour
Grand Chess Tour (GCT) — цикл шахових турнірів, де гравці змагаються за кілька призових фондів. Найбільші турніри, які входять у Grand Chess Tour: Ставангер, Сент-Луїс і Лондон.

## Історія
Заснування Grand Chess Tour оголошено 24 квітня 2015 року в Шаховому клубі і Навчальному центрі Сент-Луїса в Сент-Луїсі (штат Міссурі) перед матчем «Битва легенд» між Гаррі Каспаровим та Найджелом Шортом. Тур розрахований на просування змагальних шахів, так щоб в ньому взяли участь усі провідні гравці і чемпіон світу Магнус Карлсен в одному циклі. Поєднання кількох відомих турнірів спрямоване на створення великого призового фонду, який привабить гравців і ЗМІ.
Перший Grand Chess Tour складався з трьох турнірів, Ставангер, на Сент-Луїс і Лондон Чесс Класік, кожен з яких мав однаковий призовий фонд, структуру та контроль часу. Загальний призовий фонд першого циклу становив $1,050,000: по $300,000 за кожен турнір і $150,000 призових першій трійці гравців за підсумками всіх турнірів.
2015 року дев'ять «стандартних» гравців змагалися в кожному з турнірів, з десятого гравця обирав оргкомітет і давав йому вайлд-кард для кожного окремого турніру. У 2016 році буде вісім стандартних гравців і по два вайлд-кард на кожний з турнірів. Гравці заробляють очки туру в залежності від їхнього місця на кожному турнірі. Троє найкращих гравців за результатами всіх змагань отримують додаткові гроші з загального призового фонду туру і запрошення на тур наступного року. Володарі вайлд-кард отримують очки туру за будь-який турнір, у якому вони беруть участь.
Розподіл очок і призових грошей для кожного класичного турніру виглядає таким чином:
| Місце | Очки   | Призові за турнір | Призові за тур |
| ----- | ------ | ----------------- | -------------- |
| 1-й   | 13/12* | $75,000           | $75,000        |
| 2-й   | 10     | 50,000 $          | 50,000 $       |
| 3-й   | 8      | 40,000 $          | 25,000 $       |
| 4-й   | 7      | $30,000           |                |
| 5-й   | 6      | 25,000 $          |                |
| 6-й   | 5      | $20,000           |                |
| 7-й   | 4      | $15,000           |                |
| 8-й   | 3      | $15,000           |                |
| 9-й   | 2      | $15,000           |                |
| 10-й  | 1      | $15,000           |                |
- Якщо гравець поділяє 1-ше місце і виграє тай-брейк (*), то він заробляє 12 очок, а не 13 очок як одноосібний переможець.
- На турнірах зі швидких шахів і бліцу призові вдвічі менші.

## Переможці
| # | Рік  | Переможець                |
| - | ---- | ------------------------- |
| 1 | 2015 | Магнус Карлсен (Норвегія) |
| 2 | 2016 | Веслі Со (США)            |
| 3 | 2017 | Магнус Карлсен (Норвегія) |
| 4 | 2018 | Хікару Накамура (США)     |

## Grand Chess Tour 2015
2015 року Grand Chess Tour запросив перших 10 гравців у світі згідно з рейтинг-листом ФІДЕ за січень 2015 року. Гравець з 11-м рейтингом Максим Ваш'є-Лаграв був запрошений як дев'ятий гравець після того, як 8-й Володимир Крамник і 10-й Веслі Со відмовилися від участі. Йон Людвіг Гаммер був обраний для участі в Ствангері 2015 за результатами спеціального турніру, який визначав володаря вайлд-кард. Веслі Со і Майкл Адамс були відібрані відповідно для участі в Сент-Луїсі 2015 і Лондоні 2015.
Результати Grand Chess Tour 2015. Очки жирним шрифтом вказують перемогу в турнірі.
|    | Гравець                       | Рейтинг Ело Грудень 2015 | Ставангер 2015[7] | Сент-Луїс 2015 | Лондон 2015 | Очок туру | Загальні призові |
| -- | ----------------------------- | ------------------------ | ----------------- | -------------- | ----------- | --------- | ---------------- |
| 1  | Магнус Карлсен (Норвегія)     | 2834                     | 4                 | 10             | 12          | 26        | $215,000         |
| 2  | Аніш Гірі (Нідерланди)        | 2784                     | 7                 | 6              | 10          | 23        | $155,000         |
| 3  | Левон Аронян (Вірменія)       | 2788                     | 2                 | 13             | 7           | 22        | $145,000         |
| 4  | Максим Ваш'є-Лаграв (Франція) | 2773                     | 5                 | 7              | 8           | 20        | $90,000          |
| 5  | Хікару Накамура (США)         | 2793                     | 8                 | 8              | 3           | 19        | $95,000          |
| 6  | Веселин Топалов (Болгарія)    | 2803                     | 13                | 4              | 1           | 18        | $105,000         |
| 7  | Олександр Грищук (Росія)      | 2747                     | 3                 | 5              | 6           | 14        | $60,000          |
| 8  | Вішванатан Ананд (Індія)      | 2796                     | 10                | 2              | 2           | 14        | $80,000          |
| 9  | Фабіано Каруана (США)         | 2787                     | 6                 | 3              | 4.5         | 13.5      | $55,000          |
| 10 | Майкл Адамс (Велика Британія) | 2737                     |                   |                | 4.5         | 4.5       | $20,000          |
| 11 | Йон Людвіг Хаммер (Норвегія)  | 2695                     | 1                 |                |             | 1         | $15,000          |
| 12 | Веслі Со (США)                | 2775                     |                   | 1              |             | 1         | $15,000          |

## Grand Chess Tour 2016
6 січня 2016 року організатори турніру Altibox Norway Chess (Ставангер) оголосили, що він не буде частиною Grand Chess Tour 2016.
11 лютого 2016 GCT оголосив про додавання двох Рапід/бліц турнірів на 2016 рік, спонсорами яких є Colliers International France (Париж) і Your Next Move (Льовен).
На 2016 рік початковий список з восьми гравців створено на основі правил, опублікованих на сайті GCT. Серед них перші три фінішери GCT 2015 і наступні п'ять гравців з найвищим рейтингом станом на січень 2016 року. Максим Ваш'є-Лаграв згодом був доданий до списку як володар вайлд-кард на всі 4 турніри.
Чемпіон світу Магнус Карлсен відмовився від участі в двох класичних турнірах, але боровся як володар вайлд-кард в швидких/бліц-турнірах, що проходили в Парижі і Льовені. Усі інші гравці прийняли запрошення на всіх чотири турніри за винятком Вішванатана Ананда, який відхилив запрошення на Паризький турнір. Оскільки очки в загальний залік GCT йдуть на основі трьох найкращих результатів, то Ананд зберіг за собою право боротися за загальні призові туру 2016 року. На Кубку Сінкфілда (Сент-Луїс) Володимир Крамник змушений був знятися через проблеми зі здоров'ям і його замінив Петро Свідлер.
Вайлд-кард були такими:
| Гравець                   | Турнір         |
| ------------------------- | -------------- |
| Магнус Карлсен (Норвегія) | Париж і Льовен |
| Лоран Фрессіне (Франція)  | Париж          |
| Дін Ліжень (Китай)        | Сент-Луїс      |
| Петро Свідлер (Росія)     | Сент-Луїс      |
| Майкл Адамс (Англія)      | Лондон         |
Результати Grand Chess Tour 2016. Очки позначені жирним шрифтом вказують на перемогу в турнірі.
| Гравець                       | Рейтинг Ело Червень 2016 року | Paris GCT | Leuven GCT | Сент-Луїс 2016 | Лондон 2016 | Очок туру | Загальні призові |
| ----------------------------- | ----------------------------- | --------- | ---------- | -------------- | ----------- | --------- | ---------------- |
| Веслі Со (США)                | 2770                          | 7         | 10         | 13             | 13          | 36        | $295,000         |
| Хікару Накамура (США)         | 2787                          | 13        | 4          | 4.5            | 7           | 24.5      | $144,166         |
| Фабіано Каруана (США)         | 2804                          | 3         | 6          | 7.75           | 10          | 23.75     | $108,750         |
| Магнус Карлсен (Норвегія)     | 2855                          | 10        | 13         |                |             | 23        | $67,500          |
| Левон Аронян (Вірменія)       | 2792                          | 6         | 8          | 7.75           | 3           | 21.75     | $81,250          |
| Вішванатан Ананд (Індія)      | 2782                          |           | 7          | 7.75           | 7           | 21.75     | $82,916          |
| Максим Ваш'є-Лаграв (Франція) | 2787                          | 8         | 5          | 4.5            | 3           | 17.5      | $55,000          |
| Володимир Крамник (Росія)     | 2770                          | 4         | 2.5        |                | 7           | 13.5      | $46,666          |
| Аніш Гірі (Нідерланди)        | 2812                          | 5         | 2.5        | 1              | 5           | 12.5      | $50,000          |
| Веселин Топалов (Болгарія)    | 2761                          | 2         | 1          | 7.75           | 1           | 10.75     | $66,250          |
| Дін Ліжень (Китай)            | 2783                          |           |            | 3              |             | 3         | $15,000          |
| Майкл Адамс (Англія)          | 2727                          |           |            |                | 3           | 3         | $15,000          |
| Петро Свідлер (Росія)         | 2751                          |           |            | 2              |             | 2         | $15,000          |
| Лоран Фрессіне (Франція)      | 2687                          | 1         |            |                |             | 1         | $7,500           |

## Grand Chess Tour 2017
Grand Chess Tour 2017 складався з п'яти турнірів: три рапіду і бліцу, а також два класичних шахів. До січня 2017 року шестеро гравців вже кваліфікувалися на цей цикл. 3 січня оголошено трьох володарів вайлд-кард. Володимир Крамник відмовився від участі в GCT 2017, назвавши причиною напружений літній графік. Його замінив Левон Аронян, який мав наступний після нього найвищий рейтинг згідно з січневим списком Універсальної рейтингової системи.
5 липня Гаррі Каспаров погодився зіграти в Сент-Луїському турнірі з рапіду і бліцу як володар вайлд-кард.
| Гравець                          | Спосіб кваліфікації                       | Рейтинг УРС Січень 2017 | Рейтинг Ело Січень 2017 |
| -------------------------------- | ----------------------------------------- | ----------------------- | ----------------------- |
| Веслі Со (США)                   | Переможець GCT 2016                       | 2789                    | 2807                    |
| Хікару Накамура (США)            | 2-ге місце GCT 2016                       | 2796                    | 2784                    |
| Фабіано Каруана (США)            | 3-тє місце GCT 2016                       | 2791                    | 2827                    |
| Магнус Карлсен (Норвегія)        | 1-ше місце за середнім рейтингом Ело 2016 | 2864                    | 2840                    |
| Володимир Крамник (Росія)        | 2-ге місце за середнім рейтингом Ело 2016 | 2796                    | 2811                    |
| Максим Ваш'є-Лаграв (Франція)    | 1-тє місце за середнім рейтингом Ело 2016 | 2784                    | 2796                    |
| Ян Непомнящий (Росія)            | WC (1st URS 1 January 2017 not picked)    | 2786                    | 2767                    |
| Сергій Карякін (Росія)           | WC (2nd URS 1 January 2017 not picked)    | 2786                    | 2785                    |
| Вішванатан Ананд (Індія)         | WC                                        | 2780                    | 2786                    |
| Левон Аронян (Вірменія)          | WC (Заміна)                               | 2780                    | 2780                    |
| Володимир Крамник (Росія)        | WC (Льовен)                               | 2779                    | 2767                    |
| Олександр Грищук (Росія)         | WC (Париж)                                | 2778                    | 2742                    |
| Шахріяр Мамед'яров (Азербайджан) | WC (Париж)                                | 2775                    | 2766                    |
| Веселин Топалов (Болгарія)       | WC (Париж)                                | 2721                    | 2739                    |
| Етьєн Бакро (Франція)            | WC (Париж)                                | 2689                    | 2695                    |
| Баадур Джобава (Грузія)          | WC (Льовен)                               | 2702                    | 2701                    |
| Василь Іванчук (Україна)         | WC (Льовен)                               | 2768                    | 2752                    |
| Аніш Гірі (Нідерланди)           | WC (Льовен)                               | 2768                    | 2773                    |
| Петро Свідлер (Росія)            | WC (Сент-Луїс)                            | 2744                    | 2748                    |
| Гаррі Каспаров (Росія)           | WC (St. Louis Rapid & Blitz)              | N/A [a]                 | 2812                    |
| Леньєр Домінгес Перес (Куба)     | WC (St. Louis Rapid & Blitz)              | 2756                    | 2739                    |
| Давид Навара (Чехія)             | WC (St. Louis Rapid & Blitz)              | 2726                    | 2735                    |
| Ле Куанг Льєм (В'єтнам)          | WC (St. Louis Rapid & Blitz)              | 2731                    | 2718                    |
| Майкл Адамс (Англія)             | WC (Лондон)                               | 2739                    | 2751                    |
| Гравець                          | Paris GCT 21 — 25 червня | Leuven GCT 28 червня — 2 липня | Сент-Луїс 2017 31 липня — 12 серпня | Saint Louis Rapid & Blitz 13 — 20 серпня | Лондон 2017 30 листопада — 11 грудня | Очки туру | Загальні призові |
| -------------------------------- | ------------------------ | ------------------------------ | ----------------------------------- | ---------------------------------------- | ------------------------------------ | --------- | ---------------- |
| Магнус Карлсен (Норвегія)        | 12                       | 13                             | 9                                   |                                          | 7                                    | 41        | $245,417         |
| Максим Ваш'є-Лаграв (Франція)    | 10                       | 8                              | 13                                  |                                          | 7                                    | 38        | $207,917         |
| Левон Аронян (Вірменія)          |                          | 5.5                            | 6.5                                 | 13                                       | 4                                    | 29        | $91,250          |
| Хікару Накамура (США)            | 8                        |                                | 3                                   | 9                                        | 5                                    | 25        | $77,500          |
| Фабіано Каруана (США)            | 3                        |                                | 4                                   | 5                                        | 12                                   | 24        | $95,000          |
| Сергій Карякін (Росія)           | 5                        |                                | 6.5                                 | 9                                        | 3                                    | 23.5      | $75,000          |
| Веслі Со (США)                   | 4                        | 10                             | 1.5                                 |                                          | 7                                    | 22.5      | $79,167          |
| Ян Непомнящий (Росія)            |                          | 4                              | 1.5                                 | 7                                        | 10                                   | 22.5      | $100,000         |
| Вішванатан Ананд (Індія)         |                          | 3                              | 9                                   | 2                                        | 1.5                                  | 15.5      | $75,000          |
| Аніш Гірі (Нідерланди)           |                          | 7                              |                                     |                                          |                                      | 7         | $15,000          |
| Олександр Грищук (Росія)         | 7                        |                                |                                     |                                          |                                      | 7         | $15,000          |
| Шахріяр Мамед'яров (Азербайджан) | 6                        |                                |                                     |                                          |                                      | 6         | $12,500          |
| Володимир Крамник (Росія)        |                          | 5.5                            |                                     |                                          |                                      | 5.5       | $11,250          |
| Петро Свідлер (Росія)            |                          |                                | 5                                   |                                          |                                      | 5         | $20,000          |
| Леньєр Домінгес Перес (Куба)     |                          |                                |                                     | 5                                        |                                      | 5         | $10,000          |
| Ле Куанг Льєм (В'єтнам)          |                          |                                |                                     | 5                                        |                                      | 5         | $10,000          |
| Гаррі Каспаров (Росія)           |                          |                                |                                     | 3                                        |                                      | 3         | $7,500           |
| Василь Іванчук (Україна)         |                          | 2                              |                                     |                                          |                                      | 2         | $7,500           |
| Веселин Топалов (Болгарія)       | 2                        |                                |                                     |                                          |                                      | 2         | $7,500           |
| Майкл Адамс (Англія)             |                          |                                |                                     |                                          | 1.5                                  | 1.5       | $15,000          |
| Етьєн Бакро (Франція)            | 1                        |                                |                                     |                                          |                                      | 1         | $7,500           |
| Баадур Джобава (Грузія)          |                          | 1                              |                                     |                                          |                                      | 1         | $7,500           |
| Давид Навара (Чехія)             |                          |                                |                                     | 1                                        |                                      | 1         | $7,500           |
Зауважте, що володарі вайлд-кард не можуть претендувати на загальний призовий фонд.

## Grand Chess Tour 2018
Grand Chess Tour 2018 дещо змінив формат. Тоді як перші чотири турніри проводяться за тими самими правилами, Лондон Чесс Класік замінюється на півфінальний та фінальний матч, що складається з класичних шахів, швидких та бліцу. Перші 4 гравці з перших чотирьох турнірів будуть запрошені на заключний захід.

## Grand Chess Tour 2019
|    | Шахіст                | Абіджан | Загреб | Париж | Сент-Луїс | Сент-Луїс | Бухарест | Колката | Сума очок | Лондон   | Сума призових |
| -- | --------------------- | ------- | ------ | ----- | --------- | --------- | -------- | ------- | --------- | -------- | ------------- |
| 1  | Магнус Карлсен        | 13      | 20     |       | 5         | 16,5      |          | 13      | 67,5      | фіналіст | $242,500      |
| 2  | Дін Ліжень            | 6       | 7      |       | 8,3       | 16,5      |          | 6       | 43,8      | фіналіст | $144,833      |
| 3  | Левон Аронян          |         | 11     |       | 13        | 1,5       | 11       | 1       | 37,5      | фіналіст | $121,250      |
| 4  | Максим Ваш'є-Лаграв   | 9       | 3      | 13    | 8,3       | 3,5       |          |         | 36,8      | фіналіст | $100,000      |
| 5  | Сергій Карякін        | 3,5     | 5      |       | 6         | 11        | 11       |         | 36,5      |          | $99,250       |
| 6  | Вішванатан Ананд      |         | 3      | 10    |           | 11        | 8        | 4       | 36        |          | $97,500       |
| 7  | Веслі Со              | 7       | 15     |       |           | 1,5       | 2,5      | 7,5     | 33,5      |          | $110,000      |
| 8  | Ян Непомнящий         | 3,5     | 7      | 7,5   |           | 6,5       |          | 5       | 29,5      |          | $68,583       |
| 9  | Хікару Накамура       | 9       | 1      | 4     |           | 3,5       |          | 10      | 27,5      |          | $75,000       |
| 10 | Фабіано Каруана       |         | 11     | 5     | 3         | 6,5       | 1        |         | 26,5      |          | $76,250       |
| =  | Аніш Гірі             |         | 7      | 1     |           | 6,5       | 4,5      | 7,5     | 26,5      |          | $67,333       |
| 12 | Шахріяр Мамед'яров    |         | 3      | 3     | 1         | 6,5       | 2,5      |         | 16        |          | $48,750       |
|    | Юй Ян'ї               |         |        |       | 8,3       |           |          |         | 8,3       |          | $20,000       |
|    | Олександр Грищук      |         |        | 7,5   |           |           |          |         | 7,5       |          | $17,500       |
|    | Ле Куанг Льєм         |         |        |       |           |           | 7        |         | 7         |          | $15,000       |
|    | Ян-Кшиштоф Дуда       |         |        | 6     |           |           |          |         | 6         |          | $12,500       |
|    | Антон Коробов         |         |        |       |           |           | 6        |         | 6         |          | $12,500       |
|    | Вей І                 | 5       |        |       |           |           |          |         | 5         |          | $10,000       |
|    | Владислав Артєм'єв    |         |        |       |           |           | 4,5      |         | 4,5       |          | $8,750        |
|    | Ріхард Раппорт        |         |        |       | 4         |           |          |         | 4         |          | $7,500        |
|    | Пентала Харікрішна    |         |        |       |           |           |          | 2,5     | 2,5       |          | $7,500        |
|    | Відіт Сантош Гуджраті |         |        |       |           |           |          | 2,5     | 2,5       |          | $7,500        |
|    | Веселин Топалов       | 2       |        |       |           |           |          |         | 2         |          | $7,500        |
|    | Данило Дубов          |         |        | 2     |           |           |          |         | 2         |          | $7,500        |
|    | Леньєр Домінгес Перес |         |        |       | 2         |           |          |         | 2         |          | $7,500        |
|    | Бассем Амін           | 1       |        |       |           |           |          |         | 1         |          | $7,500        |

## Нотатки
1. ↑  Каспаров не має рейтингу УРС серез неактивність у 2005-2017 роках.